# Modráček alpínský
Modráček alpínský (Grandala coelicolor) je pták z čeledi drozdovití, jediný druh řazený do rodu Grandala. Žije v korunách stromů a živí se hmyzem, ovocem i bobulemi.

## Popis
Měří 20,5–23 centimetrů a váží 38–52 gramů. Peří samců je modrošedé s černými křídly a ocasními pery. Peří samic je nahnědlé s bílými proužky, nohy jsou šedožluté, špičky a spodní strana křídelních per jsou bílé. Mladí jedinci mají peří podobné samicím.

## Rozšíření
Vyskytuje se hlavně na severu a severovýchodě indického subkontinentu od Kašmíru až po Arunáčalpradéš včetně Himáčalpradéše, Uttarákhandu, Sikkimu, Nepálu a Bhútánu. Navíc se vyskytuje i v Tibetu a v Myanmaru. V Himálaji dosahuje až středních výšek okolo 4000 m n. m.
I přes značné rozšíření a fakt, že je ve všech místech svého výskytu zcela běžný, nebyl tento pták nikdy předmětem vědeckých studií.